# Federação de Voleibol do Sudão do Sul
A Federação de Voleibol do Sudão do Sul  (em inglêsːSouth Sudan Volleyball Federation,SSVF) é  uma organização fundada em 2016 que governa a pratica de voleibol em Sudão do Sul, sendo membro da Federação Internacional de Voleibol e da Confederação Africana de Voleibol, a entidade é responsável por  organizar  os campeonatos nacionais de  voleibol masculino e feminino no país.